# Weimar (Lahn)
ne zamešati z mestom Weimar v Turingiji
Weimar (Lahn) je občina, ki leži ob reki Lahn na severu zvezne dežele Hessen v zahodno-osrednji Nemčiji.
Leta 2005 je občina imela 7560 prebivalcev na 47,05 km².